# José Ángel Delgado Ávila
José Ángel Delgado Ávila (León, España, 10 de enero de 1974) es un jugador de balonmano español. Juega en cualquier posición y su actual equipo es el Club Deportivo Balonmano Atlético Valladolid de la División de Honor B de España. Mide 1,90 metros y pesa 100 kg. Después de 27 campañas como jugador, siendo el segundo jugador que más temporadas ha permanecido en la Liga Asobal (22) y el segundo que más partidos ha disputado (606) en la máxima categoría, Jose Angel Delgado Ávila apuesta en la temporada 2017/18 por seguir vinculado al balonmano desde los banquillos debutando en la dirección del primer equipo del Club Balonmano Arroyo que milita en 1ª División Nacional.

## Clubes
- BM Valladolid (1990- 1999)
- BM Cantabria (1999-2002)
- BM Valladolid (2002-2014)
- Balonmano Atlético Valladolid (2014-2016)
- Gerovida Balonmano Arroyo (2016-2017)

## Palmarés

### Con clubes
- 2 Copas del Rey (2004/05 y 2005/06)
- 1 Copa ASOBAL (2002/03)
- 1 Recopa de Europa (2008/09)

### En la selección nacional
- Medalla de plata en el Europeo de Italia 1998.

## Entrenador

### Clubes
- Gerovida Balonmano Arroyo (2017-)